# Parker City
Parker City è un comune degli Stati Uniti d'America, situato nello Stato dell'Indiana, diviso tra la contea di Randolph.